# Килеево (Татарстан)
Киле́ево (тат. Кили, чув. Килей) — село в Балтасинском районе Республики Татарстан, в составе Норминского сельского поселения.

## География
Село находится на реке Норма, в 9 км к юго-востоку от районного центра — посёлка городского типа Балтаси.

## Название
Происходит из чувашского языка "Кил" - "Родной дом, дом семьи" + аффикс"ей/ай". Чувашское имя: Килей - Домашний.

## История
Село упоминается в первоисточниках с 1678 года.
В сословном плане, в XVIII веке и вплоть до 1860-х годов жителей села причисляли к государственным крестьянам. Их основными занятиями в то время были земледелие, скотоводство.
В 1831 году пожар уничтожил значительную часть деревни.
В «Списке населенных мест по сведениям 1859 года», изданном в 1866 году, населённый пункт упомянут как казённая деревня Нурма по конец поля Килеева 2-го стана Казанского уезда Казанской губернии. Располагалась при речке Нурминке, по правую сторону Сибирского почтового тракта, в 107 верстах от уездного и губернского города Казани и в 49 верстах от становой квартиры в заштатном городе Арске. В деревне, в 46 дворах жили 535 человек (276 мужчин и 259 женщин), была мечеть.
По сведениям из первоисточников, в начале XX столетия в селе действовали мечеть и медресе. Из хозяйственных построек: водяная мельница, мелочная лавка; земельный надел сельской общины насчитывал 810,7 десятины.
До 1920 года село было в Балтасинской волости Казанского уезда Казанской губернии. С 1920 года вошло в состав вновь образованного Арского кантона ТАССР, с 10 августа 1930 года — Тюнтерского, со 2 марта 1932 — Балтасинского, с 1 февраля 1963 — Арского, с 12 января 1965 года вновь Балтасинского районов.
В 1931 году в селе был организован первый колхоз, с 1995 года — общество с ограниченной ответственностью «Ромашка».

## Население
| 1782 | 1859 | 1897 | 1908 | 1920 | 1926 | 1938 | 1949 | 1958 | 1970 | 1979 | 1989 | 2002 | 2010 | 2015 |
| ---- | ---- | ---- | ---- | ---- | ---- | ---- | ---- | ---- | ---- | ---- | ---- | ---- | ---- | ---- |
| 76   | 535  | 679  | 731  | 676  | 520  | 631  | 510  | 400  | 384  | 359  | 304  | 325  | 357  | 341  |

Национальный состав
Согласно результатам переписи 2002 года, в национальной структуре населения села татары составляли 100% из 325 человек.

## Экономика
Жители работают преимущественно в ООО им. Тимирязева, в основном занимаются мясным скотоводством, овцеводством, свиноводством.

## Инфраструктура
В селе действуют дом культуры, фельдшерско-акушерский пункт, библиотека, начальная школа – детский сад (с 1994 года).

## Религия
Мечеть (с 1998 года).